# دير إنشي

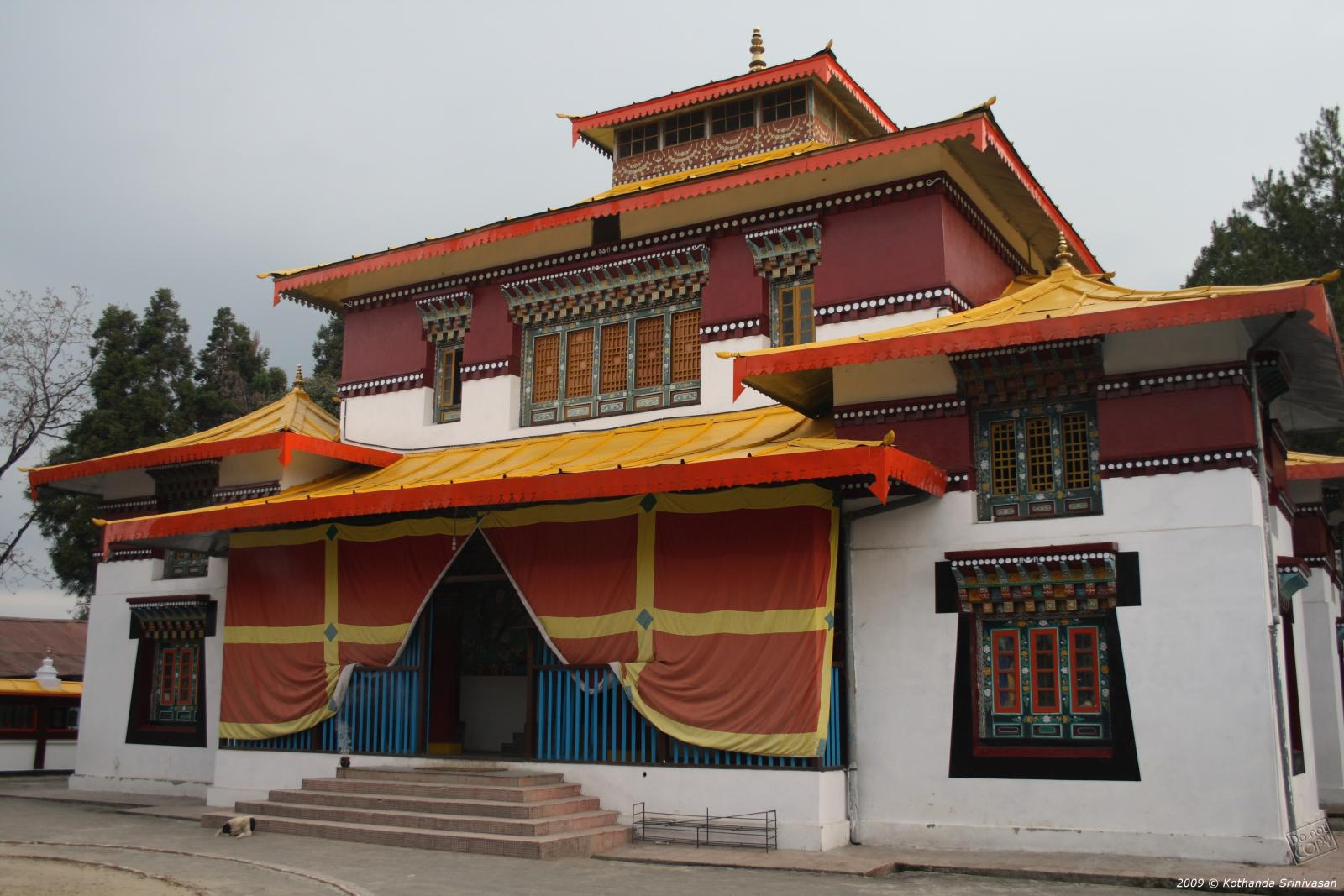
دير إنشي

دير إنشي (بالإنجليزية: Enchey Monastery)‏ بُني في عام 1909 في غانتوك عاصمة ولاية سيكيم الواقعة في الشمالي الشرقي من الهند. بني الدير في قرية صغيرة في غانتوك ثم تحول المكان إلى مركزا دينيا بعد مباركته من قبل الداعية البوذي المشهور (لاما دروبثوب كاربو). المعنى الحقيقي لدير إنشي هو «الدير الانفرادي». وتعزى قدسيته إلى الاعتقاد بأن كانغشينجونغا ويابديان (آلهة الحماية - يقيمان في هذا الدير) وفقا لأسطورة بادماسامبهافا. ونظرا لهذه الأسطورة فإن لدير إنشي أهمية دينية عميقة الجذور في كل بيت في غانتوك. ويعتقد أيضا أن هذه الآلهة قوية تفي دائما بما يرغب به المصلون.

## معرض صور

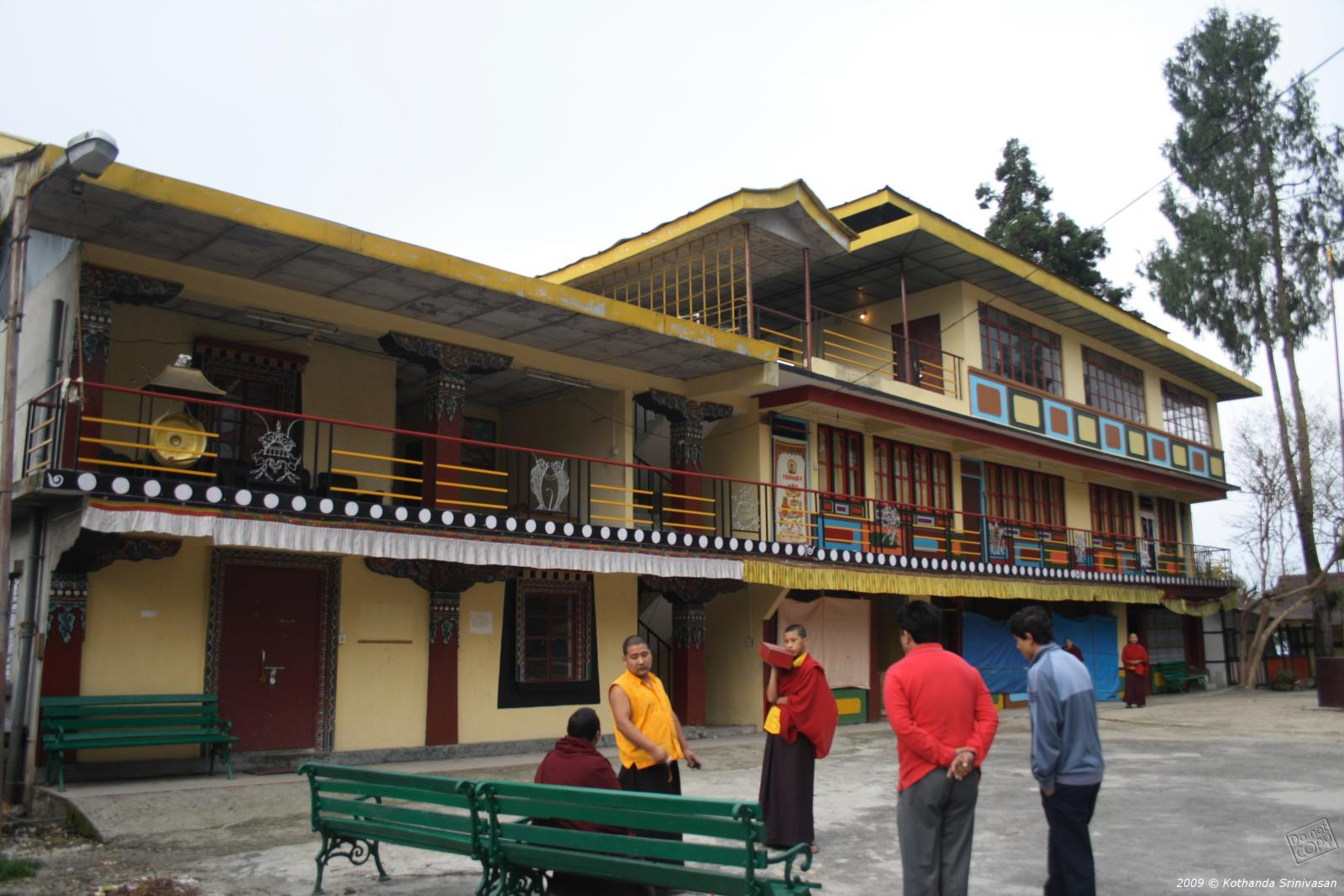
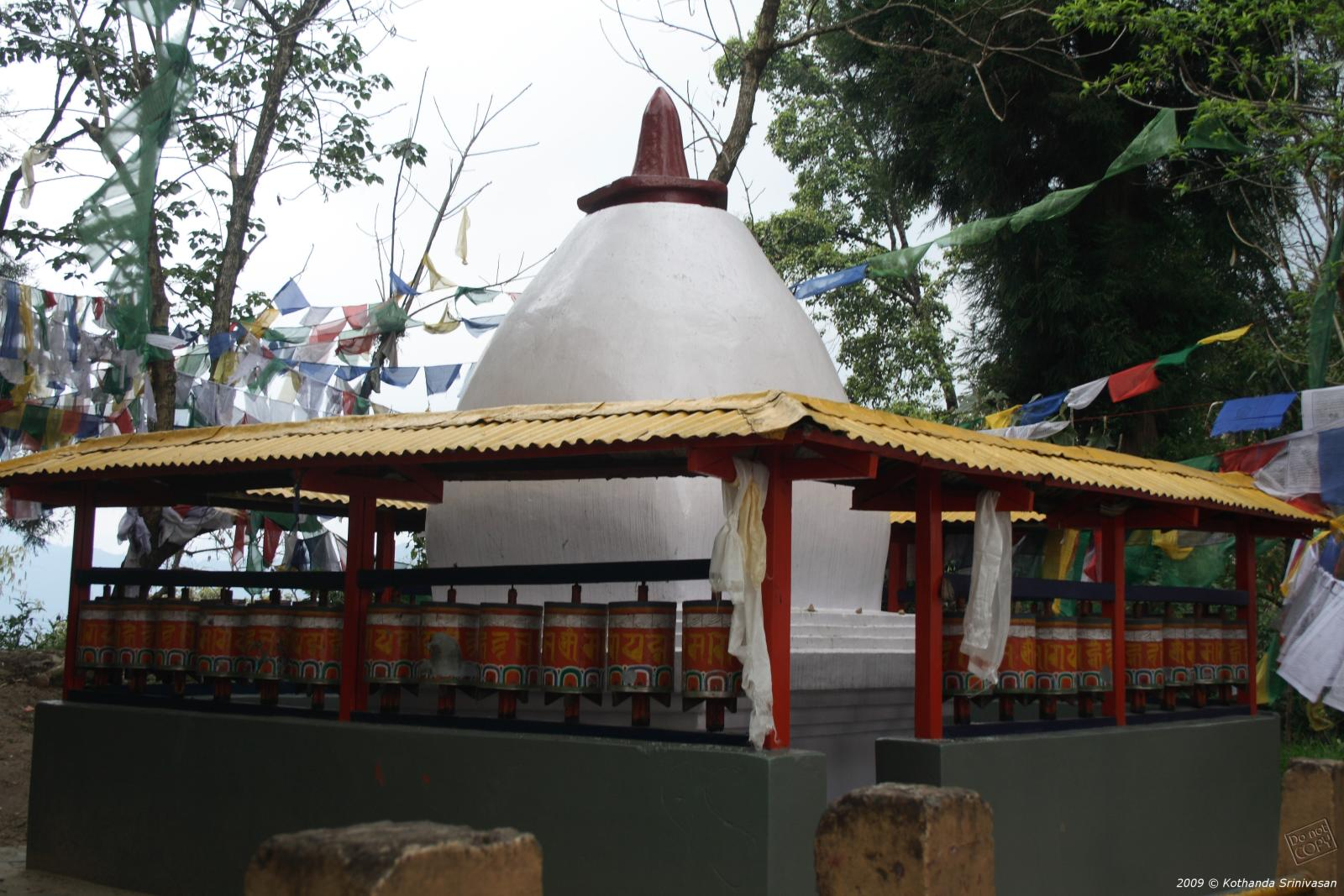
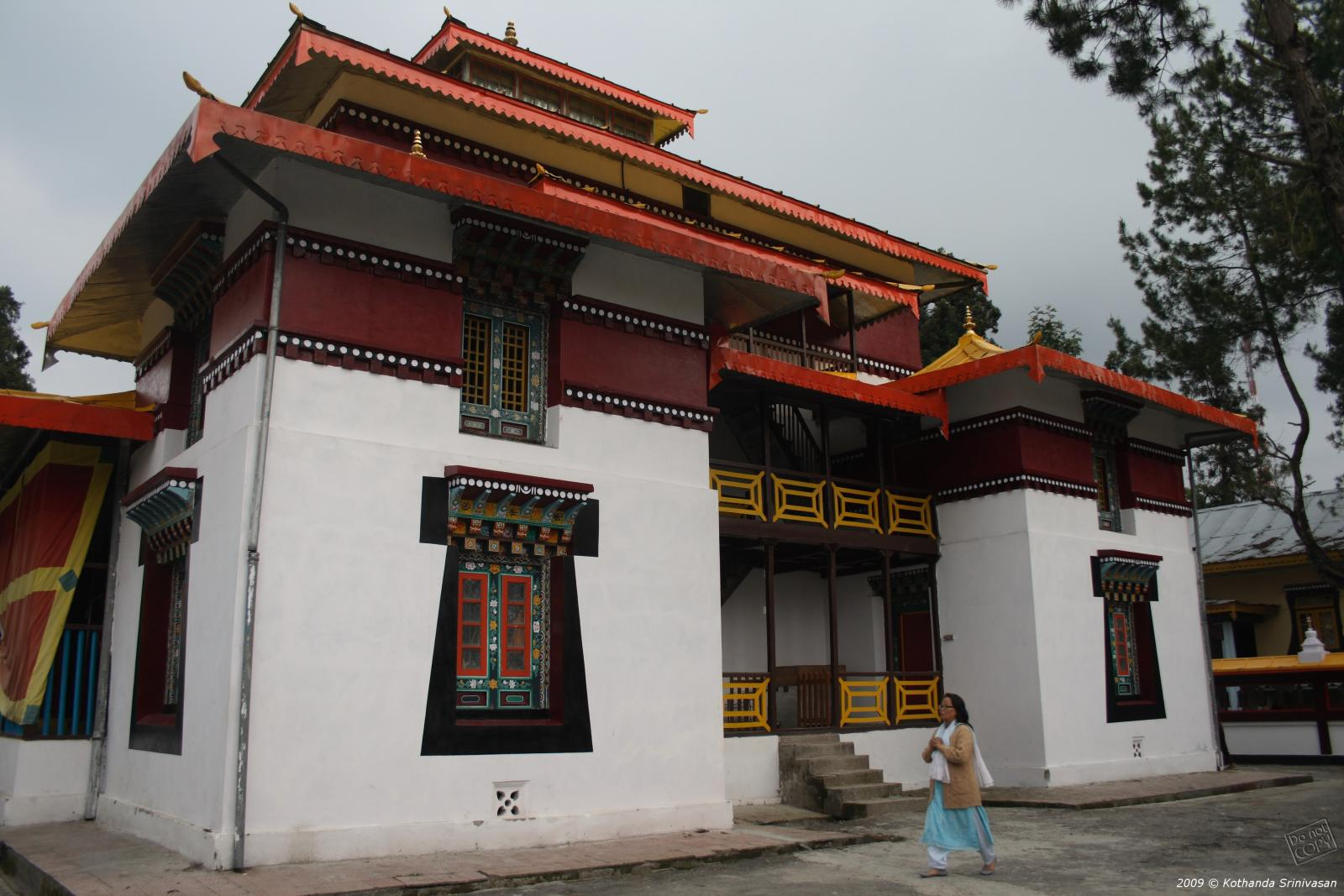
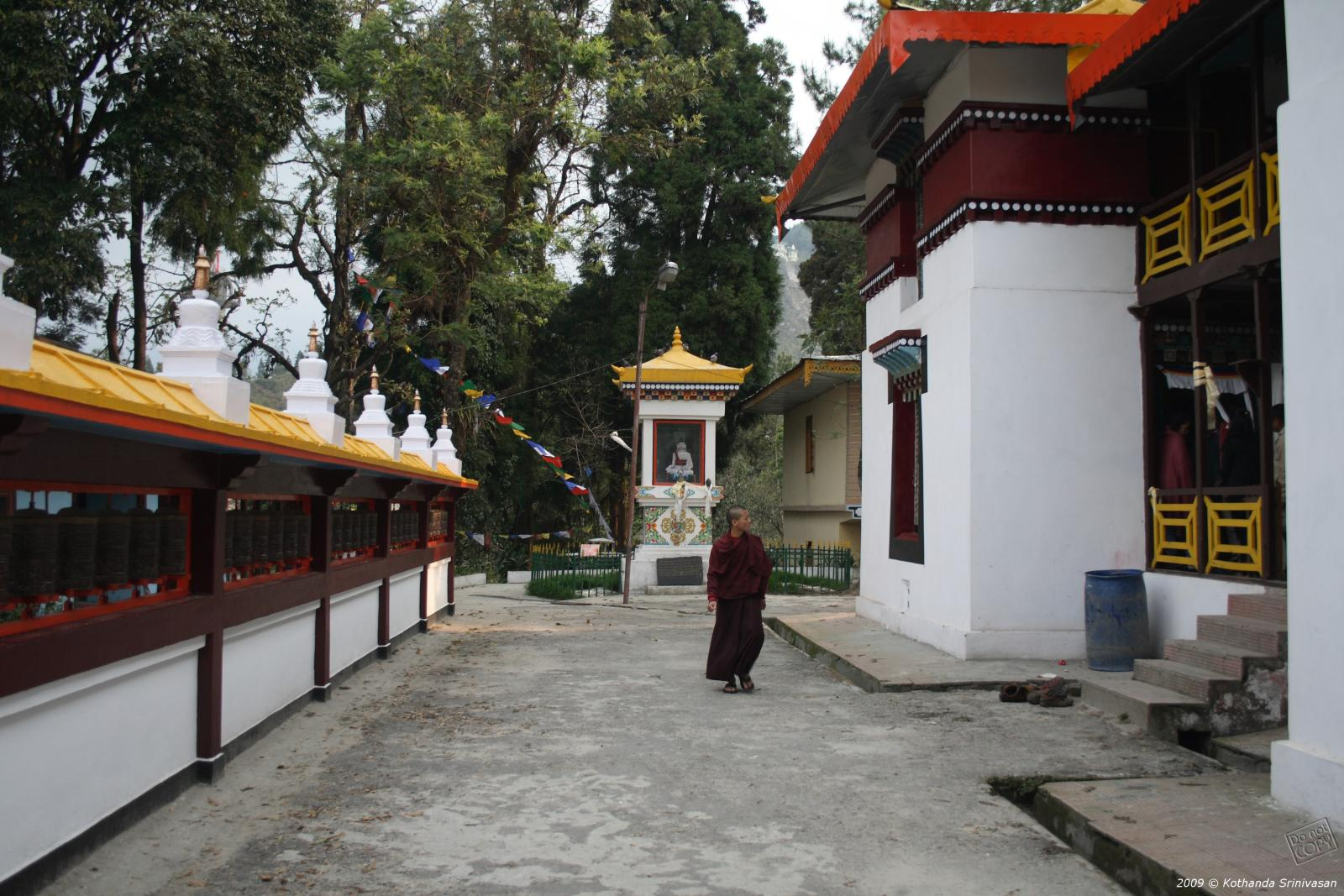

## وصلات خارجية
- Coordinates of Enchey